# Hawa Cissoko
Hawa Cissoko (Parigi, 10 aprile 1997) è una calciatrice francese, di origine maliana, difensore del Parma.
Con la nazionale francese Under-19 è stata campione d'Europa nell'edizione di Slovacchia 2016.

## Carriera
Cissoko nasce a Parigi, una dei ben 15 figli di una numerosa famiglia musulmana di origine maliana. Fin da piccola è evidente la sua predisposizione verso il calcio.

### Club
A 12 anni è entrata a far parte dell'FC Solitaire, giocando la parte prima parte della carriera nelle giovanili miste del club. Nel 2012 è stata invitata a far parte del programma Paris Saint-Germain Academy, la sezione giovanile del club parigino, venendo aggregata alla prima squadra dalla stagione 2014-2015. Alla guida del tecnico Farid Benstiti fa il suo debutto in Division 1 Féminine, la massima divisione del campionato francese di categoria, il 9 maggio 2015, alla 22ª e ultima giornata di campionato, scesa in campo da titolare nella vittoria esterna per 3-0 sull'Arras. Nelle due stagioni successive alterna le presenze nella formazione Under-19 che disputa il Challenge National féminin U19 a quella in prima squadra, impiegata sporadicamente in quest'ultima da Benstiti ma vincitrice di due campionati giovanili consecutivi, nelle edizioni 2015-2016 e 2016-2017, sopravanzando in entrambe le rivali storice dell'Olympique Lione.
Durante la sessione estiva di calciomercato 2017 viene annunciato il suo trasferimento al Olympique Marsiglia per la stagione 2017-2018, con l'obiettivo di trovare con la nuova squadra quella maggiore continuità che le era stata negata con il PSG. Il tecnico Christophe Parra decide di utilizzarla da titolare fin dalla 1ª giornata di campionato, nel pareggio casalingo a reti inviolate con il Guingamp, tuttavia il suo impiego resta limitato a 11 presenze in Division 1 alle quali si aggiungono le 2 in Coppa di Francia.
La stagione successiva decide di trasferirsi nuovamente, al Soyaux allenato da Sébastien Joseph. Debutta con la nuova maglia alla 1ª giornata di campionato, nella vittoria interna per 3-1 con il Rodez, saltando solo un incontro e contribuendo a far raggiungere alla sua squadra un buon 6º posto in classifica.
Nel luglio 2020 coglie l'occasione per proseguire la sua carriera all'estero, firmando un contratto con il West Ham per la stagione entrante. Il 15 ottobre 2022, in una partita di campionato contro l'Aston Villa, è stata coinvolta in una rissa in campo durante la quale ha colpito una giocatrice avversaria, per cui le è stata comminata una penalità di cinque giornate
L'11 dicembre 2022, Cissoko ha segnato il suo primo gol fra le professioniste nella vittoria per 2-0 in campionato con il Tottenham.
Il 26 luglio 2024, viene ingaggiata a titolo definitivo dalla Roma, in Serie A, con cui firma un contratto triennale. Segna la sua prima rete in giallorosso nella gara di Champions League vinta 6-1 sul campo del Galatasaray del 17 ottobre.
L'11 luglio 2025 viene acquistata dal Parma, neopromosso in massima serie.

### Nazionale
Nel 2015 il selezionatore della nazionale francese Under-19 Gilles Eyquem decide di inserirla in rosa nell'amichevole del 6 marzo, dove le Blues superano con un netto 6-0 le pari età dell'Ungheria. Le prestazioni offerte convincono Eyquem a utilizzarla durante dalle qualificazioni all'europeo di Slovacchia 2016 dove, superato il turno, riesce a vincere il torneo battendo in finale per 2-1 le avversarie della Spagna.

## Statistiche

### Presenze e reti nei club
Statistiche aggiornate al 17 maggio 2025.
| Stagione        | Squadra             | Campionato      | Campionato | Campionato | Coppe nazionali | Coppe nazionali | Coppe nazionali | Coppe continentali | Coppe continentali | Coppe continentali | Altre coppe | Altre coppe | Altre coppe | Totale | Totale |
| Stagione        | Squadra             | Comp            | Pres       | Reti       | Comp            | Pres            | Reti            | Comp               | Pres               | Reti               | Comp        | Pres        | Reti        | Pres   | Reti   |
| --------------- | ------------------- | --------------- | ---------- | ---------- | --------------- | --------------- | --------------- | ------------------ | ------------------ | ------------------ | ----------- | ----------- | ----------- | ------ | ------ |
| 2014-2015       | Paris Saint-Germain | D1              | 1          | 0          | CF              | -               | -               | -                  | -                  | -                  | -           | -           | -           | 1      | 0      |
| 2015-2016       | Paris Saint-Germain | D1              | 4          | 0          | CF              | 1               | 0               | UWCL               | 0                  | 0                  | -           | -           | -           | 5      | 0      |
| 2016-2017       | Paris Saint-Germain | D1              | 2          | 0          | CF              | 1               | 0               | UWCL               | 0                  | 0                  | -           | -           | -           | 3      | 0      |
| Totale Paris SG | Totale Paris SG     | Totale Paris SG | 7          | 0          |                 | 2               | 0               |                    | 0                  | 0                  |             | -           | -           | 9      | 0      |
| 2017-2018       | Olympique Marsiglia | D1              | 11         | 0          | CF              | 2               | 0               | -                  | -                  | -                  | -           | -           | -           | 13     | 0      |
| 2018-2019       | Soyaux              | D1              | 21         | 0          | CF              | 2               | 0               | -                  | -                  | -                  | -           | -           | -           | 23     | 0      |
| 2019-2020       | Soyaux              | D1              | 16         | 0          | CF              | 2               | 0               | -                  | -                  | -                  | -           | -           | -           | 18     | 0      |
| Totale Soyaux   | Totale Soyaux       | Totale Soyaux   | 37         | 0          |                 | 4               | 0               |                    | -                  | -                  |             | -           | -           | 41     | 0      |
| 2020-2021       | West Ham            | FA WSL          | 12         | 0          | CI              | 0               | 0               | -                  | -                  | -                  | CL          | 2           | 1           | 14     | 1      |
| 2021-2022       | West Ham            | FA WSL          | 19         | 0          | CI              | 1               | 0               | -                  | -                  | -                  | CL          | 3           | 0           | 23     | 0      |
| 2022-2023       | West Ham            | WSL             | 16         | 1          | CI              | 2               | 0               | -                  | -                  | -                  | CL          | 3           | 0           | 21     | 1      |
| 2023-2024       | West Ham            | WSL             | -          | -          | CI              | -               | -               | -                  | -                  | -                  | CL          | -           | -           | -      | -      |
| Totale West Ham | Totale West Ham     | Totale West Ham | 47         | 1          |                 | 3               | 0               |                    | -                  | -                  |             | 8           | 1           | 58     | 2      |
| 2024-2025       | Roma                | A               | 7          | 0          | CI              | 5               | 0               | UWCL               | 3                  | 1                  | SI          | 0           | 0           | 15     | 1      |
| 2025-2026       | Parma               | A               | 0          | 0          | CI              | 0               | 0               | -                  | -                  | -                  | AWC         | 0           | 0           | 0      | 0      |
| Totale carriera | Totale carriera     | Totale carriera | 109        | 1          |                 | 16              | 0               |                    | 3                  | 1                  |             | 8           | 1           | 136    | 3      |

## Palmarès

### Club
- Supercoppa italiana: 1

Roma: 2024

### Nazionale
- Campionato d'Europa under 19: 1

2016